# Örebro
Örebro és una ciutat de Suècia de 127.770 habitants (2006) de l'oest de Svealand. La ciutat, la setena de Suècia en nombre d'habitants, és al centre del país, a la riba del llac Hjälmaren a la província de Närke i dins el Comtat d'Örebro del qual és la capital. És a uns 200 km d'Estocolm i 300 de Göteborg i Oslo.

## Transports
La ciutat té estació de tren i d'autobusos. És un lloc ideal per passejar en bicicleta.

## Història
Örebro significa literalment “pont sobre bancs de sorra”, la qual cosa és el que realment passa geogràficament amb el rierol Svartån que drena el llac Hjälmaren. Per la seva localització es convertí en un lloc natural pel comerç a l'Escandinàvia de l'edat mitjana. La història d'Örebro és documentada des del segle xiii, els primers edificis es construïren al voltant de l'església de la ciutat, un edifici que ha sofert moltes modificacions. El centre natural de la ciutat és el magnífic Castell d'Örebro, situat sobre un illot del riu Svartån, que divideix la ciutat de nord a sud. Aquest castell va ser construït durant el regnat del Rei Gustav Vasa durant els anys 1560.

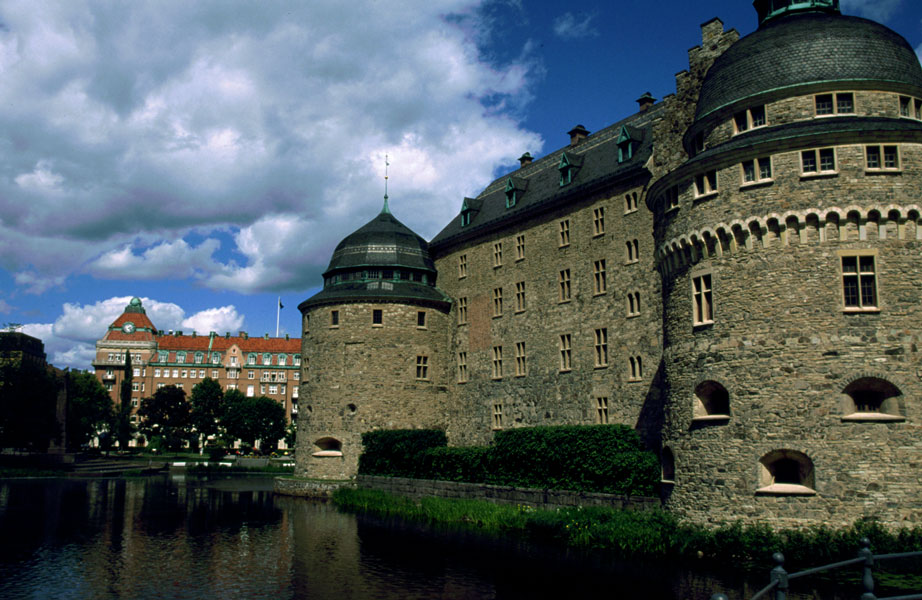
El castell d'Örebro

Els esdeveniments notables en la història d'Örebro inclouen la celebració d'una assemblea nacional el 1810, on el mariscal francès de Napoleó, Jean Baptiste Bernadotte fou elegit per ser hereu al tron suec. Carles XIV Joan de Suècia.
Encara que era una ciutat comercial, Örebro va romandre relativament petita fins a la segona meitat del segle xix, que va ser quan va créixer ràpidament com a centre de la indústria manufacturera del calçat.
L'any 2003 va agermanar-se amb la ciutat catalana de Terrassa.

## Llocs d'interès
- La ciutat vella de Örebro Wadköping està situada als bancs de sorra del riu Svartån. S'hi poden observar moltes cases de fusta dels segles XVIII i xix, junt amb museus i exposicions. També l'ajuntament o Rodhuset.
- La Torre d'Aigua d'Örebro (1958, popularment coneguda com a Svampen (El Bolet) és una destinació popular com a mirador privilegiat sobre la ciutat i el seu entorn gràcies als seus 50 metres d'altura. Hi ha una còpia exacta de la torre a Al-Riyad (Aràbia Saudita).
- La Universitat d'Örebro és una de les universitats sueques més modernes, fins al 1999 havia estat högskola (escola universitària). Actualment té al voltant de 14.000 estudiants i 1.300 de personal docent.
- El Castell d'Örebro del segle xiii.
- Örebro Läns Museum. (Museu de la diputació. Fundat vers 1850, és un dels museus més antics del país.)
- El Museu Landstings (Es troba al nord d'Örebro, dins del que era l'hospital del segle xviii, sobre la història de la medicina).
- L'Església de Sant Nicolau (St. Nicolai Kyrka) del segle xiii.
- El Passeig Wadköping (Paral·lel al riu Svartan).
- La Finca Reial de Karlsluds Herrgard dels segles xviii i xix

## Curiositats
Des de l'anunci de matrimoni entre la princesa Victòria de Suècia amb Daniel Westling, començarà a prendre importància el barri residencial de Brickebacken, a quatre kilòmetres de la ciutat d'Örebro, lloc on va passar els primers anys de la seva vida.

## Successos anuals
- El Hindersmässan (Fira anual d'estil medieval). A la darrera setmana de gener.
- Fira de Formatges i Vins (Abril i octubre)
- Fira d'artesania (Abril i desembre)
- Pesca de crancs de riu en el Svartan (Agost)
- Mercats de Nadal Wadköping i Karlslund (Desembre).

## Persones il·lustres
- Daniel Westling (Futur príncep consort al tron de Suècia) (1973)
- Manne Siegbahn, físic, Premi Nobel de Física de 1924
- Leni Björklund, política socialdemòcrata sueca.